# 美国空军第62空运联队
美国空军第62空运联队（英語：62nd Airlift Wing, 62 AW）是美国空军机动司令部美國第十八航空隊下属的航空联队，驻扎美国华盛顿州的路易斯–麥克喬德聯合基地。该航空联队拥有超过2,200军人和平民职员。任务范围包括支持全球范围的空战和人道主义空中运输等。第62空运联队的飞机全球多个地区进行空投训练，同时还参与了深冻行动。

## 註腳
1. ↑  . U.S. Air Force.   [2020-02-07]. （原始内容存档于2020-06-03） （英语）.